# Rally Championship Xtreme
Rally Championship Xtreme – komputerowa gra samochodowa wyprodukowana przez studio Warthog i wydana w 2001 roku przez Actualize. Jest to szósta część serii gier komputerowych Rally Championship. W Rally Championship Xtreme gracz przejmuje kontrolę nad samochodem rajdowym i uczestniczy w różnych rajdach samochodowych.
W grze dostępnych jest 6 rajdowych mistrzostw, w których gracz może kolejno brać udział w ramach trybów kariery (za wygrane rajdy zdobywane są pieniądze przeznaczane na zakup nowych pojazdów) lub mistrzostw (ciąg rajdów bez uwzględnionego czynnika finansowego); rozgrywka obejmuje także takie warianty rozgrywki, jak jazda w ramach jednego rajdu czy tryb zręcznościowy, w którym gracz musi dojechać w określonym czasie do danego punktu kontrolnego. Dostępny jest też tryb gry wieloosobowej, w którym gracze rywalizują ze sobą w ramach sieci lokalnej lub przez Internet za pomocą programu GameSpy Arcade. W polskiej wersji językowej gry pilotom rajdowym głosów użyczyli Maciej Wisławski oraz Magdalena Lukas; w Polsce gra Rally Championship Xtreme została przyjęta pozytywnie przez recenzentów.